# Saham Toney
Saham Toney is een civil parish in het bestuurlijke gebied Breckland, in het Engelse graafschap Norfolk met 1507 inwoners.